# Yvonne Bastién

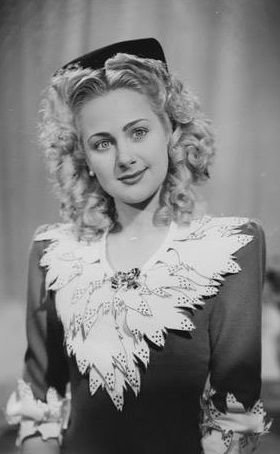
Yvonne Bastién, 1947

Yvonne Bastién, Pseudonym Ivonne de Lys, (* 17. September 1933 in Buenos Aires) ist eine argentinische Schauspielerin und Sängerin.

## Leben
Bastién wurde als Tochter einer Französin und eines Spaniers geboren; nach anfänglichem Gesangsunterricht – Opernsängerin war ihr erster Berufswunsch – wechselte sie, erst 13 Jahre alt, zum Teatro Experimental auf die Schauspielbühne. Unter dem Pseudonym Ivonne de Lys drehte sie ab 1945 einige Filme. Zu Beginn der 1950er Jahre lernte sie in Spanien Regisseur Antonio Román kennen, mit dem sie eine Affäre begann. Trotzdem heiratete sie 1953, nach ihrer Rückkehr in die Heimat, wie vorgesehen den Politiker Héctor Julio Diáz, der unter Regierungschef Juan Perón Transportminister war, nach dem Militärputsch gefangen genommen wurde und 1956 im Gefängnis starb.
Im gleichen Jahr ging Bastién nach Spanien, wo sie zwei Jahre später Román heiratete. Nur gelegentlich spielte sie kleine Filmrollen; die letzte 1972. Nach dem Tode ihres Mannes wandte sie sich 1989 dem Gesang zu und veröffentlichte eine Soloplatte sowie – mit Nino Nardini – eine Duett-CD. In den 1990er Jahren ging sie zurück nach Argentinien, wo 2010 ihre jüngste Veröffentlichung, Volume 3, erschien.

## Filmografie (Auswahl)
- 1945: La amada inmóvil
- 1950: Historia de una noche de niebla
- 1966: Nebraska-Jim (Ringo del Nebraska)
- 1972: Trappola per sette spie

## Diskografie
- 2009: Yvonne Bastien
- 2010: Vol. 2
- 2010: Vol. 3